# Prague Black Panthers 2021
Questa voce raccoglie le informazioni riguardanti i Prague Black Panthers nelle competizioni ufficiali della stagione 2021.

## Maschile

### Austrian Football League 2021

#### Stagione regolare
| Vienna 25 aprile 2021, ore 15:00 3ª giornata | Danube Dragons | 21 – 14 (7-7 7-0 7-0 0-7) referto | Prague Black Panthers | Sportplatz Donaufeld |

| Innsbruck 1º maggio 2021, ore 15:00 Recupero 1ª giornata | Tirol Raiders | 22 – 14 (3-0 0-7 6-7 13-0) referto | Prague Black Panthers | Tivoli-Neu Stadion |

| Vienna 9 maggio 2021, ore 15:00 Anticipo 8ª giornata | Vienna Vikings | 27 – 9 (6-6 14-3 7-0 0-0) referto | Prague Black Panthers | Footballzentrum Ravelin |

| Praga 29 maggio 2021, ore 15:00 Recupero 2ª giornata | Prague Black Panthers | 27 – 20 (6-7 7-7 14-6 0-0) referto | AFC Rangers Mödling | Stadion SK Prosek |

| Mödling 5 giugno 2021, ore 15:00 6ª giornata | AFC Rangers Mödling | 14 – 21 (7-7 7-7 0-0 0-7) referto | Prague Black Panthers | Stadion Mödling |

| Praga 20 giugno 2021, ore 15:00 7ª giornata | Prague Black Panthers | 17 – 41 (0-7 17-13 0-14 0-7) referto | Graz Giants | Stadion SK Prosek (100 spett.) |

| Praga 3 luglio 2021, ore 15:00 Recupero 4ª giornata | Prague Black Panthers | 3 – 49 (0-14 3-21 0-7 0-7) referto | Vienna Vikings | Stadion SK Prosek (200 spett.) |

| Praga 11 luglio 2021, ore 15:00 Recupero 5ª giornata | Prague Black Panthers | 16 – 7 (0-0 0-7 13-0 3-0) referto | Tirol Raiders | Stadion SK Prosek |

### Statistiche di squadra
| Competizione      | %Vittorie | In casa | In casa | In casa | In casa | In casa | In casa | In trasferta | In trasferta | In trasferta | In trasferta | In trasferta | In trasferta | Totale | Totale | Totale | Totale | Totale | Totale |
| Competizione      | %Vittorie | G       | V       | N       | P       | Pf      | Ps      | G            | V            | N            | P            | Pf           | Ps           | G      | V      | N      | P      | Pf     | Ps     |
| ----------------- | --------- | ------- | ------- | ------- | ------- | ------- | ------- | ------------ | ------------ | ------------ | ------------ | ------------ | ------------ | ------ | ------ | ------ | ------ | ------ | ------ |
| Stagione regolare | .375      | 4       | 2       | 0       | 2       | 63      | 117     | 4            | 1            | 0            | 3            | 58           | 84           | 8      | 3      | 0      | 5      | 121    | 201    |
| Totale            | .375      | 4       | 2       | 0       | 2       | 63      | 117     | 4            | 1            | 0            | 3            | 58           | 84           | 8      | 3      | 0      | 5      | 121    | 201    |

### Statistiche personali

#### Marcatori
| Giocatore | Ruolo | TD rush | TD recv | TD int | TD p.ret | TD k.ret | TD oth | Xp1 | Xp2 | FG | Saf | Totale |
| --------- | ----- | ------- | ------- | ------ | -------- | -------- | ------ | --- | --- | -- | --- | ------ |
| Woleský   |       | 0       | 6       | 0      | 0        | 0        | 0      | 0   | 0   | 0  | 0   | 36     |
| Mandík    |       | 0       | 0       | 0      | 0        | 0        | 0      | 13  | 0   | 4  | 0   | 25     |
| Jensik    |       | 3       | 0       | 0      | 0        | 0        | 0      | 0   | 0   | 0  | 0   | 18     |
| Štiegler  |       | 0       | 3       | 0      | 0        | 0        | 0      | 0   | 0   | 0  | 0   | 18     |
| Corpening |       | 0       | 2       | 0      | 0        | 0        | 0      | 0   | 0   | 0  | 0   | 12     |
| Roba      |       | 0       | 2       | 0      | 0        | 0        | 0      | 0   | 0   | 0  | 0   | 12     |

#### Passer rating
| Giocatore | G | Att | Comp | Int | Yds | TD | NFL   | NCAA   |
| --------- | - | --- | ---- | --- | --- | -- | ----- | ------ |
| Roba      | 2 | 48  | 24   | 0   | 351 | 2  | 88,11 | 125,18 |
| Greenlee  | 6 | 162 | 79   | 6   | 714 | 9  | 64,17 | 96,71  |

## Femminile

### Ženská Liga Amerického Fotbalu 2021

#### Stagione regolare
| Brněnské Ivanovice 5 settembre 2021, ore 15:00 1ª giornata | Brno Amazons | 20 – 30 (0-0 6-12 7-18 7-0) referto | Prague Black Cats | (118 spett.)\| Arbitro: \| Kroulík \| |
| Arbitro:                                                   | Kroulík      |                                     |                   |                                       |

| Praga 11 settembre 2021, ore 14:00 2ª giornata | Prague Black Cats | 6 – 23 (0-14 0-0 0-9 6-0) referto | Prague Harpies | Na Podvinném mlýně (88 spett.)\| Arbitro: \| Znamenáček \| |
| Arbitro:                                       | Znamenáček        |                                   |                |                                                            |

| Radotín 18 settembre 2021, ore 14:00 3ª giornata | Prague Harpies | 6 – 38 (0-9 0-6 0-17 6-6) referto | Prague Black Cats | (70 spett.)\| Arbitro: \| Pachulski \| |
| Arbitro:                                         | Pachulski      |                                   |                   |                                        |

| Varsavia 10 ottobre 2021, ore 12:00 5ª giornata | Warsaw Sirens | 18 – 80 (12-18 6-42 0-6 0-14) referto | Prague Black Cats | GKS Świt (135 spett.)\| Arbitro: \| Frehar \| |
| Arbitro:                                        | Frehar        |                                       |                   |                                               |

| Čelákovice 16 ottobre 2021, ore 14:00 6ª giornata | Prague Black Cats | 31 – 27 (19-13 0-7 12-0 0-7) referto | Brno Amazons | (50 spett.)\| Arbitro: \| Hameder \| |
| Arbitro:                                          | Hameder           |                                      |              |                                      |

| Praga 23 ottobre 2021, ore 14:00 7ª giornata | Prague Black Cats | 60 – 0 (29-0 19-0 6-0 6-0) referto | Warsaw Sirens | Na Podvinném mlýně (21 spett.)\| Arbitro: \| Kriesman \| |
| Arbitro:                                     | Kriesman          |                                    |               |                                                          |

#### Playoff
| Arbitri: | Klimeš Remeš Hovorka Klásková Márai |

|                                                                              |           | |
| Ta 2':18" Q3 (TD) 52yd run Nekorancová 0':47" Q4 (TD) 15yd pass from Malická | Marcatori | R. Dlabolová 10':17" Q1 (TD) 61yd run Slezáková Q1 (pat) R. Dlabolová 0':18" Q1 (TD) 64yd run Slezáková Q1 (pat) |

### Statistiche di squadra
| Competizione      | %Vittorie | In casa | In casa | In casa | In casa | In casa | In casa | In trasferta | In trasferta | In trasferta | In trasferta | In trasferta | In trasferta | Totale | Totale | Totale | Totale | Totale | Totale |
| Competizione      | %Vittorie | G       | V       | N       | P       | Pf      | Ps      | G            | V            | N            | P            | Pf           | Ps           | G      | V      | N      | P      | Pf     | Ps     |
| ----------------- | --------- | ------- | ------- | ------- | ------- | ------- | ------- | ------------ | ------------ | ------------ | ------------ | ------------ | ------------ | ------ | ------ | ------ | ------ | ------ | ------ |
| Stagione regolare | .833      | 3       | 2       | 0       | 1       | 97      | 50      | 3            | 3            | 0            | 0            | 148          | 44           | 6      | 5      | 0      | 1      | 245    | 94     |
| Playoff           | 1.000     | 0       | 0       | 0       | 0       | 0       | 0       | 1            | 1            | 0            | 0            | 14           | 12           | 1      | 1      | 0      | 0      | 14     | 12     |
| Totale            | .857      | 3       | 2       | 0       | 1       | 97      | 50      | 4            | 4            | 0            | 0            | 162          | 56           | 7      | 6      | 0      | 1      | 259    | 106    |

### Statistiche personali

#### Marcatrici
| Giocatore    | Ruolo | TD rush | TD recv | TD int | TD p.ret | TD k.ret | TD oth | Xp1 | Xp2 | FG | Saf | Totale |
| ------------ | ----- | ------- | ------- | ------ | -------- | -------- | ------ | --- | --- | -- | --- | ------ |
| R. Dlabolová |       | 12+2    | 0       | 0      | 0        | 0        | 0      | 0   | 1+0 | 0  | 0   | 86     |
| Molnárová    |       | 9       | 0       | 0      | 0        | 0        | 0      | 0   | 1   | 0  | 0   | 56     |
| B. Dlabolová |       | 5       | 0       | 0      | 0        | 0        | 0      | 0   | 0   | 0  | 0   | 30     |
| Kužmová      |       | 4       | 0       | 0      | 0        | 0        | 0      | 1   | 0   | 0  | 0   | 25     |
| Bártů        |       | 0       | 3       | 0      | 0        | 0        | 0      | 0   | 0   | 0  | 0   | 18     |
| Nguyenová    |       | 0       | 0       | 2      | 0        | 0        | 0      | 0   | 0   | 0  | 0   | 12     |
| Zárubová     |       | 0       | 1       | 0      | 0        | 0        | 0      | 0   | 2   | 0  | 0   | 10     |
| Pokorná      |       | 0       | 1       | 0      | 0        | 0        | 0      | 0   | 1   | 0  | 0   | 8      |
| Slezáková    |       | 0       | 0       | 0      | 0        | 0        | 0      | 6+2 | 0   | 0  | 0   | 8      |
| Team         |       | 0       | 0       | 0      | 0        | 0        | 0      | 0   | 0   | 0  | 3   | 6      |